# Per Johansson Falck
Per Johansson Falck, född 7 december 1701 i Stockholm, död 7 april 1782 i Stockholm, var en svensk rådman, borgmästare och politiker.

## Biografi
Per Falck föddes 1701 i Stockholm. Han var son till bryggaren Johan Johansson Falck och Maria Hentzig. Falck blev 1714 student vid Uppsala universitet och blev 1726 auskultant vid rådhusrätten och kämnärsrätten i Stockholms stad. Han blev 1726 kanslist i borgarståndets kansli och 7 maj 1727 assistent i Stockholms stads handelskollegium. Falck blev 17 september 1731 notarie vid Stockholms norra förstads kämnärsrätt och 7 juni 1735 civilnotarie vid kämnärsrätten. Han blev 29 februari 1740 notarie vid kämnärsrätts civilprotokoll och 23 juli 1747 rådman i Stockholms stad. År 1747 blev han direktör över auktionsverket. Han var riksdagsman för borgarståndets vid riksdagen 1751–1752 och riksdagen 1755–1756. Den 30 december 1758 blev han politieborgmästare i staden. Falck avled 1782 i Stockholm och begravdes 12 april samma år i Katarina kyrka.

### Familj
Falck gifte sig 1752 med Beata Regina Tersmeden, dotter till brukspatronen Tomas Tersmeden och Johanna Margareta Djurklow. De fick tillsammans barnen kanslirådet Adolf Fredrik Falkenstedt (1757–1831) och lagmannen Johan Reinhold Falkenstedt (1760–1812).